# Khensa
Khensa o Khenensaiuw va ser una reina nubia d'Egipte durant la dinastia XXV.
Khensa se l'anomena als monuments com a "esposa del rei" i "germana del rei" juntament amb el rei Piye. Això suggereix que seria la germana-dona del faraó i, per tant, probablement una filla de Kaixta i Pebatjma.
Els seus títols complets inclouen:
- Dama noble (iryt p't)
- Grran d'alavances (wrt hzwt)
- Dolça d'amor (bnrt mrwt)
- Estimada de Wadjet (mryt w3Dt)
- Senyora de la Gràcia (nbt im3t)
- Senyora de totes les dones (hnwt hmwt nbwt)
- Dona del Rei (hmt niswt)
- Dona del Gran Rei (hmt niswt wrt)
- Senyora de l'Alt i Baix Egipte (hnwt Sm'w mhw)
- Senyora de les Dues Terres (hnwt t3wy)
- Filla del Rei (s3t niswt)
- Germana del Rei (snt niswt)
- La que pacifica el Rei cada dia (shtp niswt m hrt hrw).

Khensa està testimoniada en una estàtua -amb Piye- dedicada a la deessa Bastet. Va ser enterrada en una piràmide a al-Kurru (Ku4). La tomba encara contenia parts de l'equipament funerari com ara una taula d'ofrenes, gerros, vasos canopis, etc.